# 関東御分国
関東御分国（かんとうごぶんこく）とは、日本の鎌倉時代において将軍家（鎌倉殿）が支配した知行国を指す。また、室町時代において鎌倉府が支配した国々をも指す。関東知行国・関東分国とも言う。
なお、ここで言う関東とは鎌倉幕府の所有という意味で、東国のという意味ではなく、西日本にも数多くあった。

## 鎌倉時代の関東御分国
鎌倉時代の関東御分国は、将軍家が知行国主として支配し、一族や御家人を朝廷に推挙して国司に任じ、国衙領（公領）を支配するとともに、国衙領からの収入を得た。
文治元年（1185年）には9ヵ国に達したが、実朝の時代には4ヵ国に減少する。幕府成立当初は東国支配確立のため制度的保障としての意義があったが、幕府体制の安定に伴い役割が低下したためと見られる。幕府滅亡時まで御分国だったのは駿河・相模・武蔵・越後で、相模・武蔵の国司には執権・連署が任命された。

## 関東御分国一覧
| 国名 | 時期 | 備考                                                                        |
| ---- | --- | --------------------------------------------------------------------------- |
| 駿河 | 元暦元年（1184年）6月～幕府滅亡                                                                           | 国司・源広綱（元暦元年）。建久元年（1190年）逐電                            |
| 武蔵 | 元暦元年（1184年）6月～幕府滅亡                                                                           | 国司・平賀義信（元暦元年）                                                  |
| 伊豆 | 文治元年（1185年）8月～安貞元年（1227年）5月以降；仁治2年（1241年）以前                                   | 国司・山名義範（文治元年）。建久6年（1195年）10月7日が『吾妻鏡』最終所見    |
| 相模 | 文治元年（1185年）8月～幕府滅亡                                                                           | 国司・大内惟義（文治元年）                                                  |
| 上総 | 文治元年（1185年）8月～文治5年（1189年）                                                                  | 国司・足利義兼（文治元年）。建久6年（1195年）出家                           |
| 信濃 | 文治元年（1185年）8月～建久元年（1190年）以降；建仁2年（1202年）以前                                      | 国司・加賀美遠光（文治元年）。建久5年（1194年）12月26日が『吾妻鏡』最終所見 |
| 越後 | 文治元年（1185年）8月～元久元年（1204年）4月以降；建永元年（1206年）4月以前、嘉禄元年（1225年）～幕府滅亡 | 国司・安田義資（文治元年）。建久4年（1193年）誅殺                           |
| 豊後 | 文治元年（1185年）12月～文治2年（1186年）3月以降；文治5年（1189年）3月以前                                | 国司が源義経に同意、謀反人の沙汰のため頼朝が知行国として要求                |
| 下総 | 文治元年（1185年）12月～建久元年（1190年）2月以降；建保元年（1213年）2月以前                              |                                                                             |
| 遠江 | 元久2年（1205年）8月～建保元年（1213年）2月以降；正応元年（1288年）9月以前                                |                                                                             |
| 陸奥 | 寛喜3年（1231年）～弘安7年（1284年）8月以降；11月以前                                                     |                                                                             |
| 備前 | 承久3年（1221年）10月～正嘉2年（1258年）以前                                                              | 承久の乱後、兵糧料所として与えられる。                                      |
| 備中 | 承久3年（1221年）10月～寛喜3年（1231年）8月                                                               | 承久の乱後、兵糧料所として与えられる。陸奥と交換。                          |

## 三河国について
元暦元年（1184年）5月21日、源頼朝は源範頼・源広綱・平賀義信を国司に推挙し（『吾妻鏡』同日条）、6月5日の小除目で範頼が三河守、広綱が駿河守、義信が武蔵守に補任された（『吾妻鏡』6月20日条）。通常はこれが関東御分国の始まりとされる。2年後の『吾妻鏡』文治2年（1186年）3月13日条には、「頼朝知行の国々は、相模・武蔵・伊豆・駿河・上総・下総・信濃・越後・豊後等なり」とあり、三河が含まれていない。このため『吾妻鏡』元暦2年（1185年）4月24日条の「範頼朝臣（その身九州にあり）参河国司を辞す。その辞状、今日関東に到着す。親能これを執り進ず。よって院奏あるべし」の記述を根拠として、範頼が国司を辞任して三河は関東御分国ではなくなったと解釈されていた。
しかし、範頼が元暦2年（1185年）4月以降も三河守に在任していたことを示す史料が存在し（『玉葉』同年10月2日条、11月13日条、『吉記』同年5月10日条、『吾妻鏡』文治3年5月13日条）、建久4年（1193年）に謀反の疑いをかけられた範頼が頼朝に提出した起請文の署判も「参河守源範頼」となっている（『吾妻鏡』8月2日条）。範頼は失脚直前まで三河守であった可能性が高い。
なお『吾妻鏡』文治3年（1187年）5月13日条は、2年前の閑院内裏修造において、範頼が三河に割り当てられた課役を務めなかったことを頼朝が叱責した記事であるが、頼朝は範頼の国役緩怠を「二品に伝え申すの者あり」とあるように、第三者の通報によって確認している。知行国であれば知行国主に院宣などの公的伝達があるはずだが、頼朝がそれを受けていた形跡はない。
これらのことから三河は関東御分国ではなく、当初から範頼が単独国務国司であったと考えるのが自然である（頼朝が推挙したにもかかわらず関東御分国ではない例としては、他に平保業の河内、一条能保の讃岐、大江広元の因幡が挙げられる）。